# クライング・イン・ザ・レイン
「クライング・イン・ザ・レイン」（Crying in the Rain）は、エヴァリー・ブラザースが1961年暮れに発表した楽曲。

## 概要
ハワード・グリーンフィールドが作詞し、キャロル・キングが作曲した。当時アルドン・ミュージックに所属しあまたのヒット曲を提供していた二人であるが、コンビを組んだのは本作品のみである。グリーンフィールドの相手役はジャック・ケラーやヘレン・ミラー、ニール・セダカが多く、キングはジェリー・ゴフィンと共に曲を作ることが多かった。
1961年12月22日にシングルA面として発表された。B面はドン・エヴァリーとフィル・エヴァリーがジミー・ハワード名義で書いた「I'm Not Angry」。1962年3月3日から3月10日にかけてビルボード・Hot 100で2週連続で6位を記録した。全英シングルチャートでは6位を記録した。

## 主なカバー・バージョン
- ピーター&ゴードン - 1965年にアメリカで発売されたシングルのB面。
- ジャン&ディーン - 1967年のアルバム『Save For A Rainy Day』に収録[5]。
- ザ・スウィート・インスピレーションズ - 1969年のシングル。
- マーティ・クリスチャン - 1973年のシングル。
- 葉麗儀 - 1975年のアルバム『Ever Popular』に収録。
- コットン、ロイド&クリスチャン - 1976年のシングル。
- ニック・ロウ & デイヴ・エドモンズ - ロックパイルの1980年のアルバム『Seconds of Pleasure』のボーナスEPに収録。
- タミー・ワイネット - 1981年のシングル。
- クリスタル・ゲイル - 1981年のアルバム『Hollywood, Tennessee』に収録。
- キャロル・キング - 1983年のアルバム『Speeding Time』に収録。
- a-ha - 1990年のアルバム『East of the Sun, West of the Moon』に収録。
- アート・ガーファンクル - 1993年のアルバム『アップ・ティル・ナウ』に収録。ジェームス・テイラーと共に歌っている。
- ミッキー・ドレンツ - 2010年のアルバム『King For a Day』に収録。